# Psectrocladius flavofasciatus
Psectrocladius flavofasciatus är en tvåvingeart som beskrevs av Jean-Jacques Kieffer 1911. Psectrocladius flavofasciatus ingår i släktet Psectrocladius och familjen fjädermyggor.
Artens utbredningsområde är Österrike. Inga underarter finns listade i Catalogue of Life.